# Punti estremi dell'Australia
Questa è una lista dei punti estremi dell'Australia.

## Australia (continente)
- Punto più settentrionale – Capo York, Queensland (10°41' S)
- Punto più meridionale – South Point, Promontorio di Wilsons, Victoria (39°08' S)
- Punto più sudoccidentale  - Cape Leeuwin, Australia (34° 22′S. 115° 8′E)
- Punto più occidentale – Steep Point, Australia Occidentale (113°09' E)
- Punto più orientale – Capo Byron, Nuovo Galles del Sud (153°38' E)
- Punto meno elevato  – Lago Eyre: -15 m
- Punto più elevato – Mount Kosciuszko: 2.228 m

## Australia (stato, incluse isole)
- Punto più settentrionale – Bramble Cay, Isole dello Stretto di Torres, Queensland (9°8'23"S, 143°52'54"E)
- Punto più meridionale – Isolotti Bishop e Clerk, 34 km a sud dell'Isola Macquarie, Tasmania.
- Punto più occidentale – Flat Island, Isole McDonald.
- Punto più orientale - Steels Point – easternmost point of Isola Norfolk
- Punto più elevato – Mawson Peak, Isole Heard:  2.744 m

## Territorio Antartico Australiano (non riconosciuto internazionalmente)
- Punto più occidentale – (45°00' E)
- Punto più orientale – (160°00' E)
- Punto più settentrionale - Isola Bowman, 65°28' S
- Punto più meridionale – Polo Sud
- Punto più elevato – Monte McClintock: 3.492 m